# Micheil Aszwetia
Micheil Aszwetia, gruz. მიხეილ აშვეთია (ur. 10 listopada 1977 w Kutaisi, Gruzińska SRR) – gruziński piłkarz, grający na pozycji napastnika, reprezentant Gruzji.

## Kariera piłkarska

### Kariera klubowa
Wychowanek Torpedo Kutaisi. W 1993 rozpoczął karierę piłkarską w drugiej drużynie Torpeda Kutaisi. Potem występował w gruzińskich zespołach Rcmena Kutaisi, Samgurali Cchaltubo i ponownie w Torpedo Kutaisi. Latem 1997 został zaproszony do rosyjskiej Ałanii Władykaukaz. Po pół roku powrócił do Gruzji, gdzie został piłkarzem Dinama Tbilisi. W pierwszej połowie 2002 roku bronił barw duńskiego FC København, a potem rosyjskich klubów Ałanija Władykaukaz, Lokomotiw Moskwa, FK Rostów i Rubin Kazań. Początek 2007 spędził w niemieckim Carl Zeiss Jena, a latem 2007 podpisał kontrakt z Anży Machaczkała, ale przez sankcje karne nałożone na dagestański klub przyłączył się do drużyny dopiero na początku 2008. 18 grudnia 2008 po wygaśnięciu kontraktu opuścił Machaczkałę. W pierwszej połowie 2009 grał w syberyjskim Dinamo Barnauł, ale nie potrafił przebić się do podstawowej jedenastki i 14 sierpnia 2009 przeszedł do FK Niżny Nowogród, gdzie zakończył karierę piłkarską.

### Kariera reprezentacyjna
W latach 1998–2005 występował w reprezentacji Gruzji. Łącznie rozegrał 24 meczów, w których strzelił 5 goli.

## Sukcesy i odznaczenia

### Sukcesy klubowe
- mistrz Gruzji: 1998, 1999
- mistrz Rosji: 2004
- zdobywca Superpucharu Rosji: 2005

### Sukcesy indywidualne
- wybrany do listy 33 najlepszych piłkarzy roku w Rosji: Nr 3 (2003)